# Сенси, Стефано
Стефано Сенси (итал. Stefano Sensi; род. 5 августа 1995, Урбино, Марке) — итальянский футболист, полузащитник «Монцы».

## Клубная карьера
Сенси — воспитанник клубов «Урбания», «Римини» и «Чезена». В 2013 году для получения игровой практики Стефано был отдан последним в аренду в «Сан-Марино». 8 сентября в матче против «Реджаны» он дебютировал в Серии C1. 15 сентября в поединке против «Комо» Стефано забил свой первый мяч за «Сан-Марино». Летом 2014 года аренда Сенси была продлена ещё на сезон. Летом 2015 года Стефано вернулся в «Чезену». 5 сентября в матче против «Брешии» он дебютировал в итальянской Серии B. 3 октября в поединке против «Ливорно» Сенси забил свой первый гол за «Чезену».
Летом 2016 года Стефано подписал контракт с «Сассуоло». 21 августа в матче против «Палермо» он дебютировал в Серии A. 16 октября в поединке против «Кротоне» Сенси забил свой первый мяч за «Сассуоло».
В июле 2019 года Сенси переходит в миланский «Интернационале», в котором выбрал 12-й номер. Он становится первым приобретением нового главного тренера чёрно-синих Антонио Конте. Переход оформлен на правах годичной аренды с правом выкупа. За аренду игрока миланский клуб заплатил € 5 млн, а за полноценный трансфер — € 25 млн. В июле 2022 года перешёл на правах аренды в «Монцу».

## Достижения
«Интернационале»
- Чемпион Италии (2): 2020/21, 2023/24
- Обладатель Суперкубка Италии: 2021